# Dibattito sulla Norvegia
Il dibattito sulla Norvegia, spesso chiamato il dibattito di Narvik, fu un importante dibattito parlamentare nella Camera dei comuni britannica che ebbe luogo il 7 e 8 maggio 1940. Il titolo ufficiale del dibattito, come detenuto nell'archivio parlamentare britannico, è Conduct of the War. Portò subito alla formazione di un grande governo di coalizione guidato da Winston Churchill, che avrebbe guidato lo sforzo bellico della Gran Bretagna fino alla fine della seconda guerra mondiale in Europa. Il dibattito, scaturito da una richiesta di aggiornamento sugli sviluppi della campagna norvegese, evidenziò una diffusa insoddisfazione per l'attività del governo nazionale dominato dai conservatori, guidati da Neville Chamberlain, che venne ritenuto assolutamente inadeguato a guidare il paese in guerra.
Nel dibattito, il governo di Chamberlain venne criticato non solo dall'opposizione, ma anche dai membri influenti del suo stesso partito. L'opposizione riuscì ad ottenere un voto parlamentare, di fatto una mozione di sfiducia, che il governo superò solo con una maggioranza molto ridotta.
Con oltre un quarto dei membri parlamentari (MP) del Governo votanti con l'opposizione o astenuti nonostante una three line whip, fu chiaro che il supporto per Chamberlain nel suo stesso partito si stava sgretolando. A seguito di osservazioni mal giudicate da lui nel corso del dibattito, non fu possibile per lui formare una coalizione con i partiti Laburista e Liberale dell'opposizione. Il 10 maggio, Chamberlain si dimise e fu sostituito come primo ministro da Churchill.

## Antefatti
Nel 1937, Chamberlain, in precedenza Cancelliere dello Scacchiere, succedette a Stanley Baldwin come primo ministro di un governo nazionale, composto in modo schiacciante da conservatori ma supportati dai piccoli partiti Nazional Laburista e Nazionale Liberale. Venne contrastato dai partiti Laburista e Liberale. Da quando aveva assunto il potere in Germania nel 1933, il Partito nazista aveva spinto una politica estera irredentista. Chamberlain inizialmente tentò di evitare la guerra con una politica di pacificazione, come l'accordo di Monaco, ma questa politica venne abbandonato dopo che la Germania abbandonò i mezzi diplomatici e divenne più apertamente espansionista con l'occupazione della Cecoslovacchia del marzo 1939.
Uno dei critici più forti della pacificazione e dell'aggressione tedesca era il parlamentare conservatore di secondo piano Winston Churchill che, sebbene fosse uno dei personaggi politici più importanti del paese, aveva ricoperto l'ultima volta una carica governativa nel 1929. Dopo che la Germania invase la Polonia il 1º settembre 1939 , il Regno Unito e la Francia dichiararono guerra alla Germania due giorni dopo. Chamberlain quindi creò un governo di guerra in cui invitò Churchill come primo lord dell'ammiragliato. Fu a questo punto che un sostenitore del governo (forse David Margesson, il Chief whip del governo) notò privatamente:

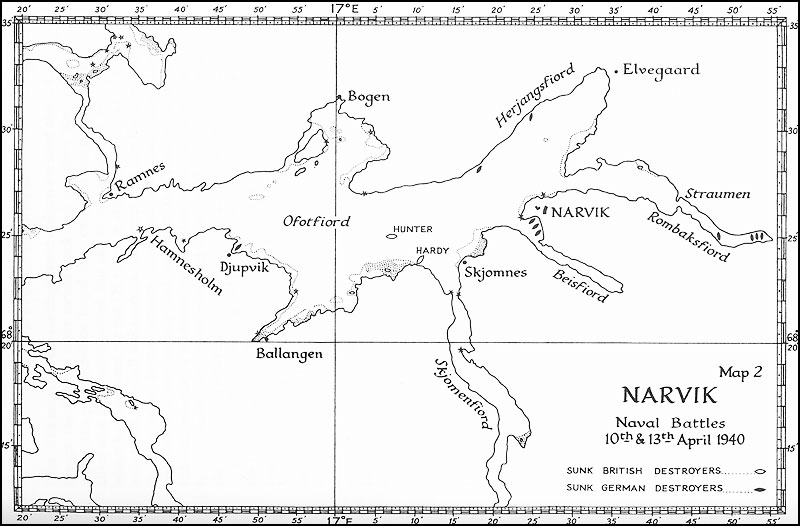
Le battaglie anglo-tedesche di Narvik il 10 e 13 aprile.

Una volta che la Germania ebbe invaso rapidamente la Polonia, ci fu un lungo periodo di inattività militare che durò fino al 9 aprile 1940, quando, giorni dopo che Chamberlain ebbe detto in una riunione del partito conservatore che Adolf Hitler "aveva perso l'autobus", la Germania finì questa "strana guerra" con un attacco di forza travolgente sulla neutrale ed impreparata Norvegia. In risposta all'invasione tedesca, la Gran Bretagna inviò forze terrestri e navali per assistere i norvegesi.
Churchill, come primo lord dell'ammiragliato, aveva la responsabilità diretta della condotta delle operazioni navali nella campagna norvegese. Prima dell'invasione tedesca, aveva pressato il governo per ignorare la neutralità della Norvegia, minare le sue acque territoriali e prepararsi ad impadronirsi di Narvik, in entrambi i casi per interrompere l'esportazione di minerale di ferro svedese in Germania durante i mesi invernali, quando il Mar Baltico era congelato. Aveva, tuttavia, avvisato che un grande sbarco in Norvegia non era realisticamente all'interno dei poteri della Germania. A parte la vittoria navale nella battaglia di Narvik, la campagna norvegese andò male per le forze britanniche, generalmente a causa della scarsa pianificazione ed organizzazione, ma essenzialmente perché le forniture militari erano inadeguate e dal 27 aprile esse vennero obbligate ad evacuare.
Quando la Camera dei Comuni si riunì giovedì 2 maggio, il leader laburista Clement Attlee chiese: "Il primo ministro è ora in grado di fare una dichiarazione sulla posizione in Norvegia?" Chamberlain era riluttante a discutere della situazione militare a causa dei fattori di sicurezza coinvolti, ma esprimeva la speranza che lui e Churchill sarebbero stati in grado di dire molto di più la settimana successiva. Continuò a fare una dichiarazione di cose provvisorie, ma non stava rispondendo su "alcune operazioni (che) sono in corso (poiché) non dobbiamo fare nulla che possa mettere a repentaglio la vita di coloro che sono impegnati in esse". Chiese alla Camera di differire commenti e domande fino alla settimana successiva. Attlee concordò e così fece il leader liberale Archibald Sinclair, tranne per il fatto che richiese un dibattito sulla Norvegia della durata di più di un solo giorno.
Attlee presentò quindi a Chamberlain un avviso privato in cui richiedeva un programma per l'attività dei Comuni della settimana successiva. Chamberlain annunciò che il 7 maggio sarebbe iniziato un dibattito sulla condotta generale della guerra. Il dibattito venne profondamente anticipato sia nel Parlamento che nel paese. Nel suo diario alla pagina di lunedì 6 maggio, l'assistente segretario privato John Colville scrisse che tutti gli interessi erano incentrati sul dibattito. Ovviamente, pensava, il governo avrebbe vinto, ma dopo aver affrontato alcuni punti molto imbarazzanti sulla Norvegia. Alcuni dei colleghi di Colville tra cui Lord Dunglass, che all'epoca era il segretario privato parlamentare (PPS) di Chamberlain, considerava la posizione del governo politicamente, ma meno per altri aspetti. Colville temeva che "la fiducia del paese potesse essere in qualche modo scossa".

## 7 maggio: inizia il dibattito

### Preambolo ed altri affari
I Comuni si riunirono martedì 7 maggio 1940, iniziando la seduta alle 14:45 con lo speaker Edward Fitzroy sullo scranno. Seguirono alcune questioni commerciali private e numerose risposte orali alle domande sollevate, molte delle quali sull'esercito britannico. Con queste questioni completate, il dibattito sulla campagna norvegese iniziò con una mozione di aggiornamento di routine (cioè "che questa camera fa ora aggiornamento"). In base alle regole di Westminster, in dibattiti come questo che si svolgono per consentire una discussione ad ampio raggio di una varietà di argomenti, la questione non è di solito votata. Alle 15:48, il capitano David Margesson, il Chief whip del governo, fece la mozione di aggiornamento. La Camera procedette a discutere apertamente della "condotta della guerra", in particolare il progresso della campagna norvegese, e Chamberlain si alzò per fare la sua dichiarazione di apertura.

### Discorso di apertura di Chamberlain

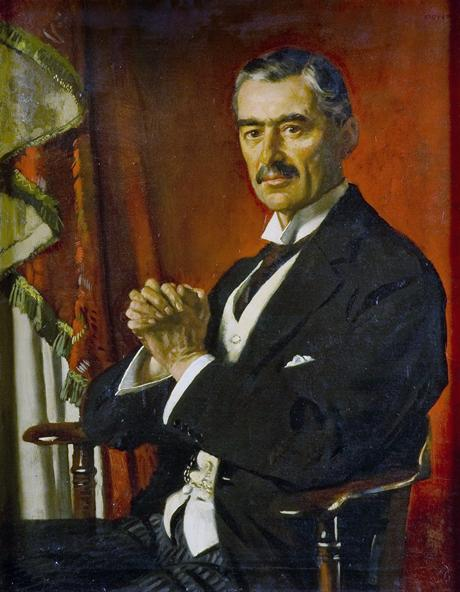
Neville Chamberlain.

Chamberlain iniziò ricordando alla Camera la sua dichiarazione di giovedì 2 maggio, cinque giorni prima, quando si era saputo che le forze britanniche erano state ritirate da Åndalsnes. Ora era in grado di confermare che erano state ritirate anche da Namsos per completare l'evacuazione delle forze alleate dalla Norvegia centrale e meridionale (la campagna nella Norvegia settentrionale continuava). Chamberlain tentò di considerare le perdite alleate come non importanti e affermò che i soldati britannici "uomo per uomo (erano) superiori ai loro nemici". Elogiò la "splendida galanteria e slancio" delle forze britanniche, ma riconobbe che erano "esposte [...] a forze superiori con equipaggiamenti superiori". Chamberlain affermò poi di proporre "di presentare un quadro della situazione" e di "considerare alcune critiche al governo". Affermò che "senza dubbio" la ritirata aveva creato uno shock sia alla Camera che nel Paese. A questo punto, iniziarono le interruzioni quando un parlamentare laburista gridò: "In tutto il mondo".
Chamberlain rispose sarcasticamente che "ci si deve aspettare che i ministri siano incolpati di tutto". Ciò provocò un'accesa reazione, con diversi parlamentari che gridavano in tono derisorio: "Hanno perso l'autobus!" Lo speaker dovette invitare i parlamentari a non interrompere, ma essi continuarono a ripetere la frase durante tutto il discorso di Chamberlain e lui reagì con quello che è stato descritto come "un gesto d'irritazione piuttosto femminile". Alla fine fu costretto a difendere direttamente l'uso originale della frase, sostenendo che si sarebbe aspettato un attacco tedesco contro gli Alleati allo scoppio della guerra quando la differenza di potere armato era al suo massimo.
Il discorso di Chamberlain venne ampiamente criticato. Roy Jenkins lo definì "un discorso stanco, difensivo, che non impressionò nessuno". Il deputato liberale Henry Morris-Jones disse che Chamberlain sembrava "un uomo distrutto" e aveva parlato senza la sua consueta sicurezza di sé. Quando Chamberlain insistette che "l'equilibrio dei vantaggi era dalla nostra parte", il deputato liberale Dingle Foot non poteva credere a ciò che stava sentendo e disse che Chamberlain stava negando il fatto che la Gran Bretagna aveva subito una grave sconfitta. Il deputato conservatore di secondo piano Leo Amery disse che il discorso di Chamberlain aveva lasciato la Camera in uno stato d'animo irrequieto e depresso, anche se non ancora ribelle. Amery credeva che Chamberlain fosse "ovviamente soddisfatto delle cose così come stavano" e, nel campo del governo, l'umore era effettivamente positivo poiché credevano che, secondo le parole di John Colville, "se la sarebbero cavata".

### La replica dei leader dei partiti d'opposizione

#### Attlee (Laburista)
Rispose Clement Attlee, leader dell'Opposizione (Laburista). Egli citò alcune delle precedenti affermazioni fiduciose di Chamberlain (e di Churchill) circa la probabile vittoria dei britannici. Le dichiarazioni dei ministri e, ancor di più, della stampa, guidata (o deliberatamente lasciata non corretta) da parte del governo, avevano dipinto un quadro troppo ottimistico della campagna norvegese. Considerato il livello di fiducia creato, la battuta d’arresto aveva generato una diffusa delusione. Attlee sollevò ora la questione della pianificazione governativa che sarebbe stata rivisitata da diversi oratori successivi:

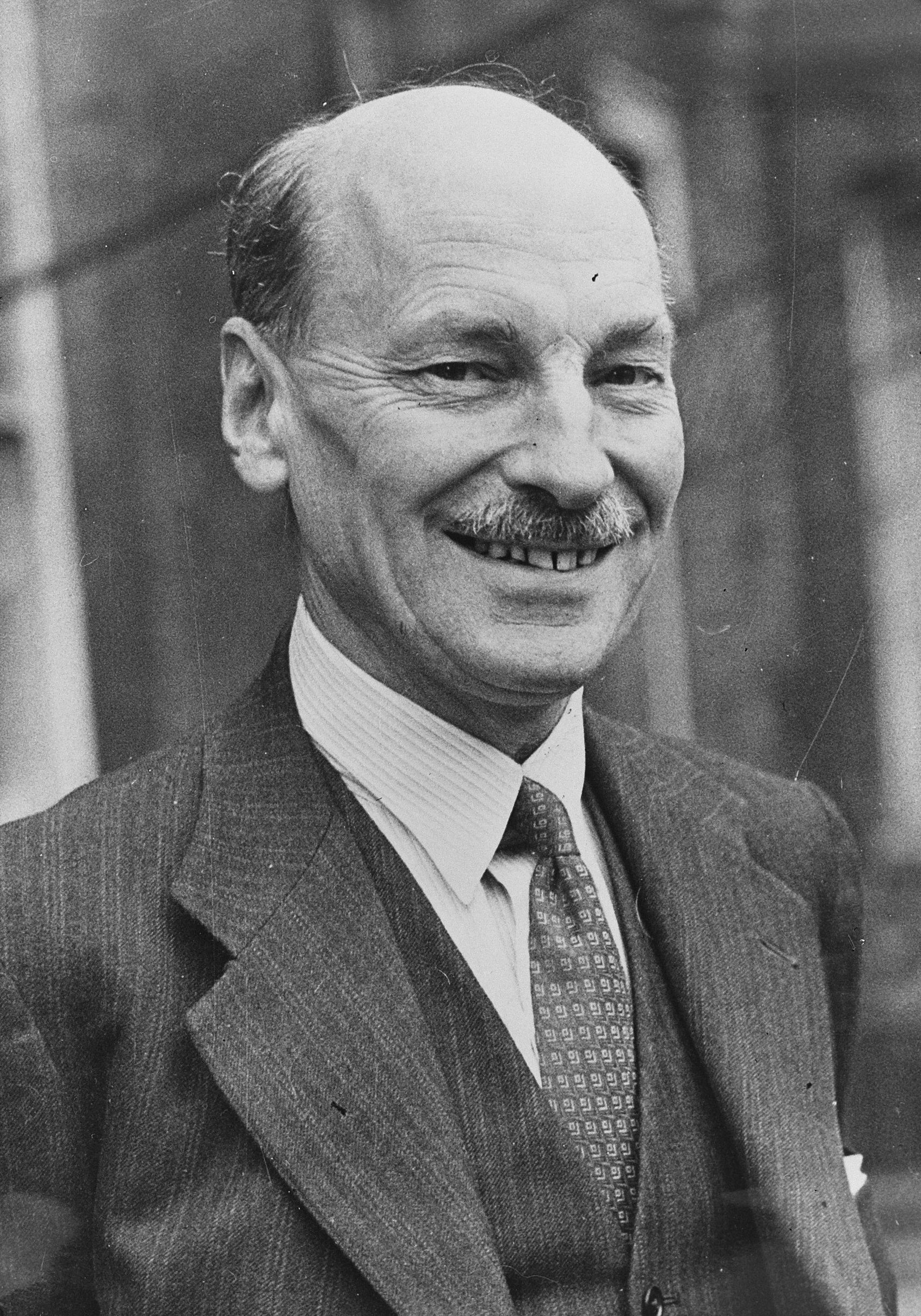
Clement Attlee, leader dell'opposizione.

Chamberlain aveva annunciato che a Churchill sarebbero stati concessi ulteriori poteri che equivalevano a dargli la direzione dei capi di stato maggiore. Attlee colse ciò come un esempio di incompetenza del governo, senza però incolpare Churchill, dicendo:
Chamberlain era stato criticato durante il suo discorso per aver "perso l'autobus" e peggiorò la sua situazione tentando disperatamente, senza riuscirci, di giustificare l'uso di quell'espressione un mese prima. In tal modo, fornì ad Attlee un'opportunità. Durante la conclusione della sua risposta, Attlee disse:
Le parole conclusive di Attlee furono un attacco diretto a tutti i parlamentari conservatori, accusandoli di sostenere ministri che sapevano essere dei falliti:
Leo Amery disse in seguito che la moderazione di Attlee, nel non chiedere una divisione della Camera (cioè un voto), era di maggiore importanza di tutte le sue critiche perché, secondo Amery, rendeva molto più facile per i parlamentari conservatori essere influenzati dal giorno di apertura del dibattito.

#### Sinclair (Liberale)

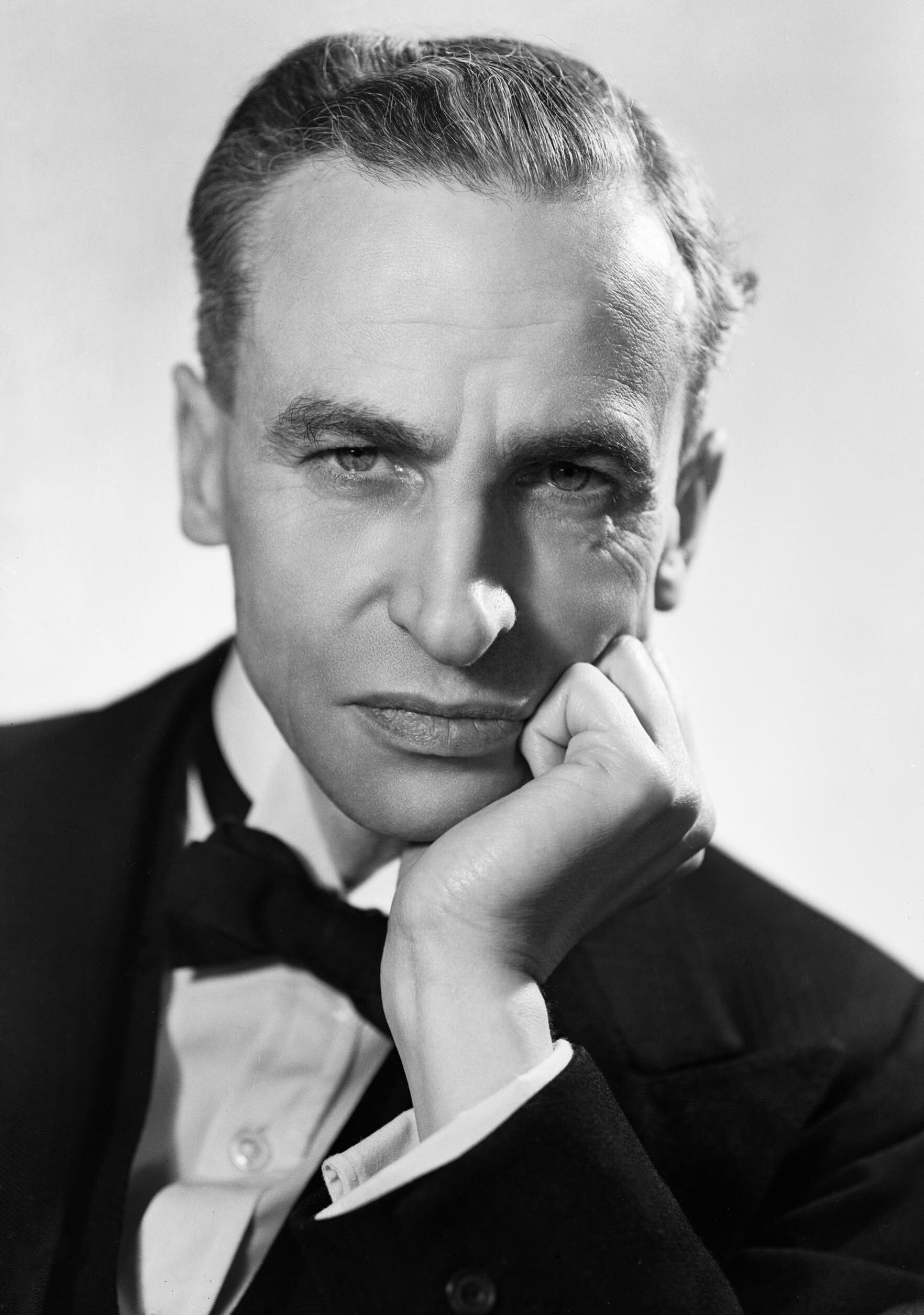
Sir Archibald Sinclair

Interviene quindi Sir Archibald Sinclair, leader dei liberali. Anche lui fu critico e cominciò paragonando l'efficienza del personale militare e navale, che considerava comprovata, con l'inefficienza politica:
Ottenne da Chamberlain l'ammissione che, mentre le truppe erano state tenute pronte per essere inviate in Norvegia, nessuna nave truppa era stata trattenuta per inviarle. Sinclair fornì esempi di equipaggiamento inadeguato e difettoso e di disorganizzazione riferitigli da militari di ritorno dalla Norvegia. Chamberlain aveva suggerito che i piani alleati erano falliti perché i norvegesi non avevano opposto la prevista resistenza ai tedeschi. Sinclair riferì che i militari "hanno reso un grande tributo al coraggio e alla determinazione con cui i norvegesi hanno combattuto al loro fianco. Hanno reso un omaggio particolare alle pattuglie norvegesi sugli sci. I norvegesi a Lillehammer per sette giorni hanno resistito con i soli fucili ad una forza tedesca con carri armati , autoblindo, aerei da bombardamento e tutto l'armamentario della guerra moderna". Egli concluse il suo discorso invitando il Parlamento a "parlare apertamente (e dire) che dobbiamo eliminare le mezze misure (per promuovere) una politica per una condotta più vigorosa della guerra".

### Le critiche dei parlamentari conservatori
Il resto del dibattito del primo giorno ha visto discorsi sia di sostegno che di critica al governo Chamberlain. Sinclair venne seguito da due ex soldati, il brigadiere Henry Page Croft per i conservatori e il colonnello Josiah Wedgwood per i laburisti. Deriso dal Labour, Croft presentò una tesi poco convincente a sostegno di Chamberlain e descrisse la stampa come "il più grande dittatore di tutti". Wedgwood denunciò Croft per il suo "facile ottimismo, che indebolisce il morale dell'intero paese". Wedgwood mise in guardia dai pericoli insiti nel tentativo di negoziare con Hitler e sollecitò il proseguimento della guerra da parte di "un governo che possa prendere questa guerra sul serio".
Al dibattito era presente il deputato nazional laburista Harold Nicolson, probabilmente il più eminente diarista della politica britannica del XX secolo. Egli prese particolare nota di un commento fatto da Wedgwood che, secondo Nicolson, aveva trasformato "un dibattito ordinario (in) un tremendo conflitto di volontà". Wedgwood aveva chiesto se il governo stesse preparando qualche piano per prevenire un'invasione della Gran Bretagna. Un deputato conservatore, il vice ammiraglio Ernest Taylor, lo interruppe e gli chiese se avesse dimenticato la Royal Navy. Wedgwood ribatté:
Qualche istante dopo, l'ammiraglio della flotta Sir Roger Keyes, parlamentare conservatore di Portsmouth North, arrivò nella Camera e suscitò scalpore, perché risplendeva nella sua uniforme con trecce dorate e sei file di nastri con medaglie. S'infilò in una panchina proprio dietro Nicolson, che gli passò un pezzo di carta su cui scarabocchiava l'osservazione di Wedgwood. Keyes andò dallo speaker e chiese di essere chiamato il prossimo poiché era in gioco l'onore della marina, sebbene in realtà fosse venuto alla Camera con l'intenzione di criticare il governo Chamberlain.

#### Keyes: "Parlo per la Marina combattente"

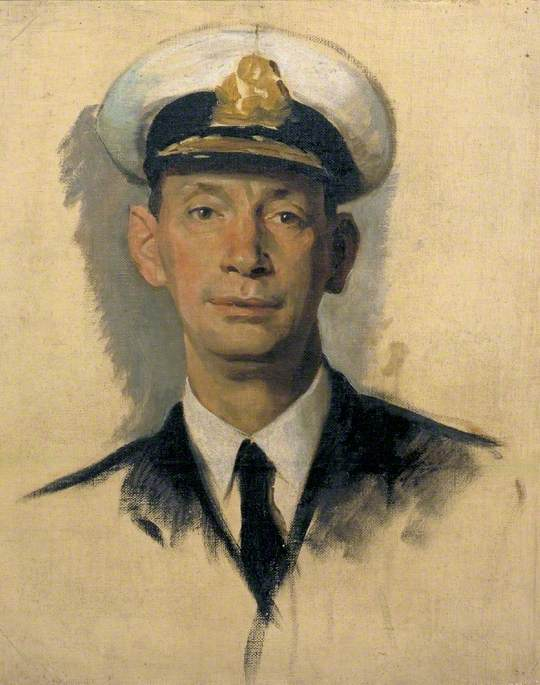
Disegno di Keyes di Glyn Warren Philpot, 1918. Imperial War Museum

Quando Wedgwood si sedette, lo speaker chiamò Keyes, che iniziò denunciando il commento di Wedgwood come "un dannato insulto". La Camera, in particolare David Lloyd George, "ha ruggito i suoi applausi". Keyes andò rapidamente avanti e divenne il primo ribelle Tory del dibattito. Come dice Jenkins, Keyes "puntava le sue armi contro Chamberlain" ma a condizione che desiderasse vedere "un uso corretto delle grandi capacità di Churchill". Keyes era un eroe della prima guerra mondiale rappresentante di una città navale e un ammiraglio della flotta (sebbene non fosse più nell'elenco attivo). Parlò principalmente della condotta delle operazioni navali, in particolare delle operazioni fallite per riconquistare Trondheim. Keyes disse alla Camera:
Mentre la Camera ascoltava in silenzio, Keyes concluse citando il più grande eroe navale della Gran Bretagna, Horatio Nelson:
Erano le 19:30 quando Keyes si sedette tra "fragorosi applausi". Nicolson scrisse che il discorso di Keyes fu il più drammatico che avesse mai sentito, e da quel momento in poi il dibattito non fu più un'indagine sulla campagna norvegese ma "una critica all'intero sforzo bellico del governo".

#### Jones e Bellenger
I due relatori successivi furono il liberale nazionale Lewis Jones ed il laburista Frederick Bellenger, che era ancora un ufficiale dell'esercito in servizio e venne evacuato dalla Francia solo un mese dopo. Jones, che sosteneva Chamberlain, non impressionò e venne successivamente accusato di aver introdotto la politica dei partiti nel dibattito. Ci fu un esodo generale dalla Camera mentre Jones parlava. Bellenger, che ripeté gran parte del messaggio precedente di Attlee, invocò "nell'interesse pubblico" un governo "di diverso carattere e di diversa natura".

#### Amery: "In nome di Dio, andatevene!"

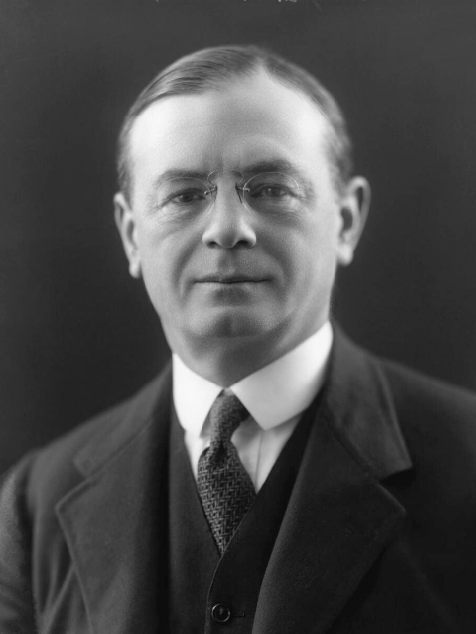
Leo Amery

Quando Bellenger si sedette, erano le 20:03 e il vicespeaker, Dennis Herbert, chiamò Leo Amery, che aveva cercato per diverse ore di attirare l'attenzione dello speaker. Amery in seguito osservò che c'erano "appena una dozzina" di membri presenti (Nicolson era tra loro) quando iniziò a parlare. Nicolson, che si aspettava un discorso fortemente critico da parte di Amery, scrisse che la temperatura continuò a salire non appena Amery iniziò e il suo discorso presto "l'ha portato ben oltre la soglia della febbre".
Amery aveva un alleato in Clement Davies, presidente dell'All Party Action Group, che comprendeva una sessantina di parlamentari. Davies era stato un liberale nazionale soggetto al governo nazionale ma, in segno di protesta contro Chamberlain, si era dimesso nel dicembre 1939 e aveva attraversato l'aula della Camera per unirsi ai liberali all'opposizione. Come molti altri membri, Davies era andato a mangiare quando Jones iniziò a parlare ma, quando seppe che Amery era stato chiamato, tornò di corsa nella sala. Vedendo che era quasi vuota, Davies si avvicinò ad Amery e lo esortò a pronunciare il suo discorso completo, sia per esporre il suo caso completo contro il governo sia anche per dare a Davies il tempo di raccogliere un vasto pubblico. Ben presto, nonostante fosse l'ora di cena, la sala cominciò a riempirsi rapidamente.
Il discorso di Amery è uno dei più famosi della storia parlamentare. Come Davies aveva richiesto, prese tempo finché l'aula non era quasi piena. Per gran parte del discorso, l'assente più notevole fu lo stesso Chamberlain, che si trovava a Buckingham Palace per un'udienza con il re. Amery iniziò criticando la pianificazione e l'esecuzione della campagna norvegese da parte del governo, in particolare la sua impreparazione nonostante l'avvertimento dell'intelligence di un probabile intervento tedesco e la chiara possibilità di una risposta del genere alla prevista violazione britannica della neutralità norvegese da parte del minamento delle acque territoriali norvegesi. Fornì un'analogia tratta dalla sua esperienza che illustrava la mancanza di iniziativa del governo:
Mentre la tensione alla Camera aumentava e Amery si ritrovò a parlare in un "crescendo di applausi", Edward Spears pensò che stesse lanciando enormi pietre contro la vetreria del governo con "l'effetto di una serie di esplosioni assordanti". Amery spalancò la sua capacità di criticare l'intera condotta bellica del governo fino ad oggi. Si mosse verso la sua conclusione chiedendo la formazione di un "vero" governo nazionale in cui il Trades Union Congress doveva essere coinvolto per "rafforzare la forza dello sforzo nazionale dall'interno". Sebbene le fonti siano piuttosto divise sul punto, c'è consenso tra loro sul fatto che Chamberlain fosse tornato in aula per ascoltare la conclusione di Amery. Nicolson notò Chamberlain seduto su una "panchina triste e ansiosa". Amery disse:
Amery pronunciò le ultime sei parole quasi in un sussurro, indicando Chamberlain mentre lo faceva. Si sedette e gli oppositori del governo lo applaudirono. Successivamente, Lloyd George disse ad Amery che il suo finale era stato il climax più drammatico che avesse mai sentito in un discorso. Lo stesso Amery disse che pensava di aver contribuito a spingere il Partito Laburista ad imporre una divisione il giorno successivo. Harold Macmillan disse più tardi che il discorso di Amery "ha effettivamente distrutto il governo Chamberlain".

### Ultimi interventi
Erano le 20:44 quando Amery si sedette e il dibattito continuò fino alle 23:30. Il discorso successivo fu di Sir Archibald Southby, che cercò di difendere Chamberlain.
Dichiarò che il discorso di Amery "darebbe sicuramente grande soddisfazione a Berlino" e venne messo a tacere. Bob Boothby lo interruppe e disse che "darà maggiori soddisfazioni a questo Paese". Southby venne seguito dal laburista James Milner, che espresse la profonda insoddisfazione per i recenti eventi della maggior parte dei suoi elettori a Leeds. Chiese un "cambiamento drastico" se la Gran Bretagna avesse voluto vincere la guerra. Successivamente parlò Edward Turnour, VI conte Winterton, a partire dalle 21:28. Sebbene fosse conservatore, iniziò dicendo che c'era molto nel discorso di Milner con cui era d'accordo, ma quasi nulla in quello di Southby con cui poteva essere d'accordo.
L'oratore successivo fu Arthur Greenwood, il vice leader laburista. Diede quello che Jenkins chiama "una solida conclusione laburista". Nella sua conclusione, Greenwood chiese "una direzione attiva, vigorosa e fantasiosa della guerra" che finora era mancata, poiché il governo era passivo e sulla difensiva perché "(come) il mondo deve sapere, non abbiamo mai preso l'iniziativa in questa guerra". A riassumere per il governo fu Oliver Stanley, il segretario di Stato per la guerra, la cui risposta a Greenwood è stata descritta come inefficace.

## 8 maggio: Ci sarà un voto

### Morrison: "Dobbiamo dividere la Camera"

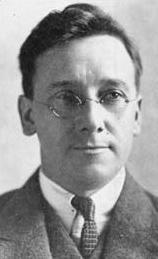
Herbert Stanley Morrison.

È opinione generale che i laburisti non intendessero una divisione prima dell'inizio del dibattito, ma Attlee, dopo aver ascoltato i discorsi di Keyes e Amery, si rese conto che il malcontento all'interno dei ranghi dei conservatori era molto più profondo di quanto avessero pensato. Mercoledì mattina si tenne una riunione dell'esecutivo parlamentare del partito e Attlee propose di forzare una divisione alla fine del dibattito quel giorno. C'erano una manciata di dissidenti, tra cui Hugh Dalton, ma vennero messi in minoranza in un secondo incontro successivo. Di conseguenza, quando Herbert Morrison riaprì il dibattito subito dopo le 16:00, annunciò che:
Jenkins sostiene che la decisione laburista di dividersi ha trasformato la mozione di aggiornamento di routine nell'"equivalente di un voto di censura". All'inizio del suo discorso di apertura, Morrison aveva concentrato le sue critiche su Chamberlain, John Simon e Samuel Hoare che erano i tre ministri più facilmente associati alla pacificazione.

### Chamberlain: "Ho degli amici in questa Camera"
Hoare, il segretario di Stato per l'aeronautica, avrebbe dovuto parlare dopo, ma Chamberlain insistette per rispondere a Morrison e fece un intervento sconsiderato e disastroso. Chamberlain non fece appello all'unità nazionale ma al sostegno dei suoi amici alla Camera:
Ciò sconvolse molti presenti, che consideravano come una fonte di divisione fosse così esplicita contando sul sostegno montato dal suo stesso partito. Robert Boothby, un deputato anticonformista conservatore e forte critico di Chamberlain, gridò: "Non io" e ricevette uno sguardo feroce da Chamberlain. L'accento sugli "amici" era considerato partigiano e divisivo, riducendo la politica in un momento di crisi dal livello nazionale al livello personale.

### Lloyd George: "la peggiore posizione strategica in cui questo paese sia mai stato posto"

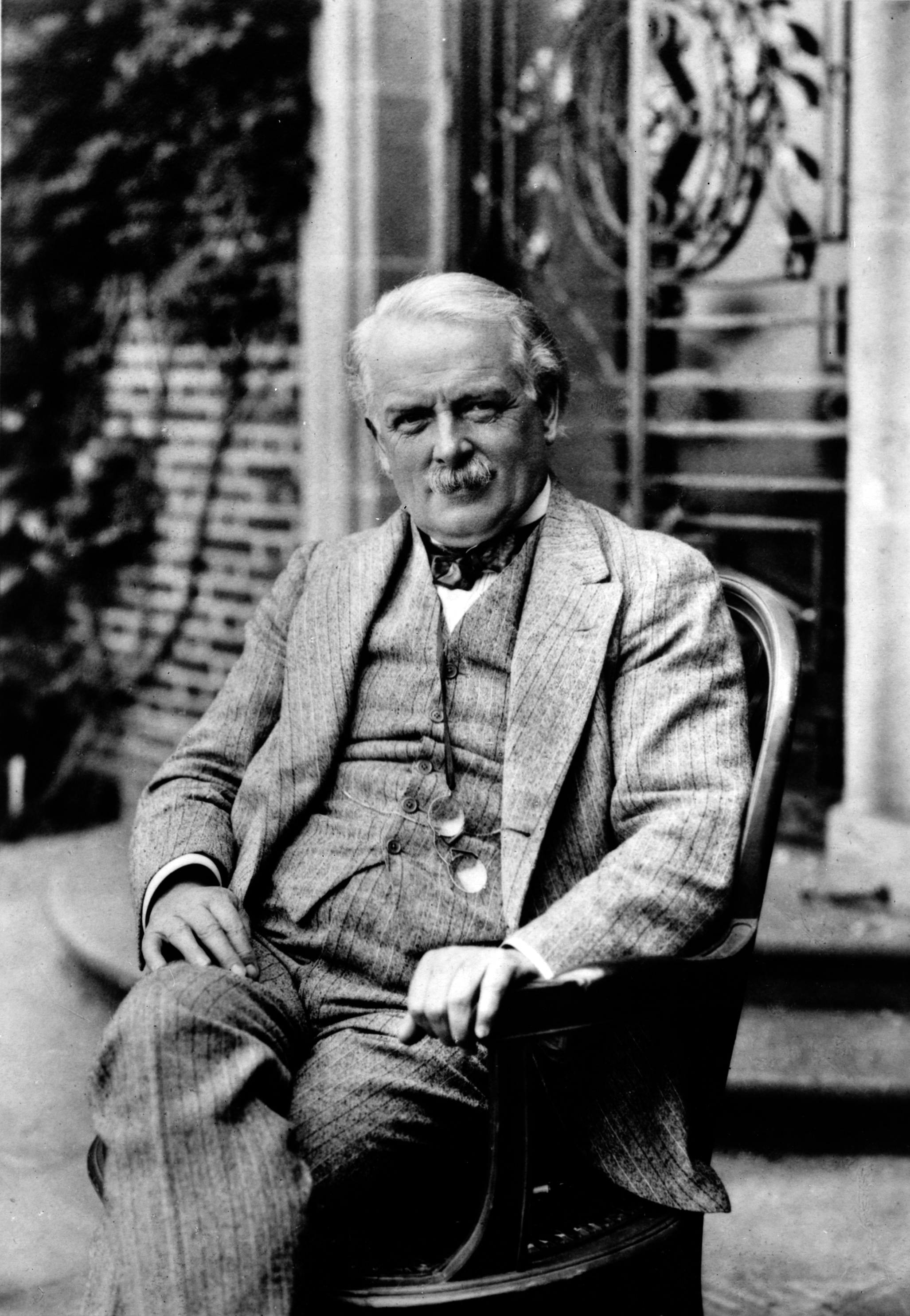
David Lloyd George.

Lloyd George era stato primo ministro durante gli ultimi due anni della prima guerra mondiale. Adesso aveva 77 anni e quello sarebbe stato il suo ultimo importante contributo al dibattito nella Camera in cui era rimasto seduto per 50 anni. C'era animosità personale tra Lloyd George e Chamberlain. L'appello di quest'ultimo agli amici diede a Lloyd George l'opportunità di vendicarsi. In primo luogo, egli attaccò la condotta della campagna ed iniziò liquidando l'intero discorso di Hoare in una sola frase:
Lloyd George iniziò quindi il suo principale attacco al governo concentrandosi sulla mancanza di pianificazione e preparazione:
Sottolineando la gravità della situazione, sostenne che la Gran Bretagna si trovava strategicamente nella posizione peggiore che fosse mai stata a causa dei fallimenti della politica estera, che iniziò a rivedere dall'accordo di Monaco del 1938 in poi. Interrotto a questo punto, replicò:
Lloyd George continuò dicendo che il prestigio britannico era stato notevolmente compromesso, soprattutto in America. Prima degli eventi in Norvegia, affermò, gli americani non avevano dubbi sul fatto che gli Alleati avrebbero vinto la guerra, ma ora dicevano che sarebbe toccato a loro difendere la democrazia. Dopo aver affrontato alcune interruzioni, Lloyd George criticò il tasso di riarmo prima della guerra e fino a quel giorno:

### Churchill e Chamberlain intervengono nel discorso di Lloyd George
Trattando di un intervento a questo punto, Lloyd George disse, incidentalmente, che non pensava che il Primo lord fosse interamente responsabile di tutte le cose che erano successe in Norvegia. Churchill intervenne e disse:
In risposta, Lloyd George disse:
Jenkins la definisce "una metafora brillante", ma si chiede se fosse stata spontanea. Suscitò risate in tutta la Camera, tranne che sulla panchina del governo dove, tranne una, tutti i volti erano impietriti. Uno spettatore in tribuna, Baba Metcalfe, notò che l'eccezione era lo stesso Churchill. Lo ricordava mentre dondolava le gambe e si sforzava di non ridere. Quando le cose si calmarono, Lloyd George riprese e ora rivolse il fuoco personalmente a Chamberlain:
Chamberlain si alzò e, chinandosi sulla cassetta dei dispacci, chiese:

### Lloyd George: Chamberlain "dovrebbe sacrificare i sigilli della carica"
Lloyd George rispose a quell'intervento con un appello diretto a Chamberlain a dimettersi:
Ci fu silenzio quando Lloyd George si sedette e un osservatore disse che tutte le frustrazioni degli ultimi otto mesi erano state liberate. Chamberlain fu profondamente turbato e, due giorni dopo, disse a un amico che non aveva mai sentito nulla di simile in Parlamento. Churchill venne sentito dire a Kingsley Wood che sarebbe stato "dannatamente difficile" per lui (Churchill) fare il suo riassunto più tardi. Jenkins afferma che il discorso ricordò Lloyd George nel suo periodo migliore. Fu il suo migliore di molti anni e l'ultimo con un impatto reale.

### Altri oratori
Erano le 18:10 quando Lloyd George concluse e circa quattro ore dopo Churchill iniziò il suo riassunto per concludere il caso del governo prima della divisione. Nel frattempo vennero chiamati diversi oratori a discutere sia a favore che contro il governo. Includevano il nazional liberale di lunga data George Lambert, Sir Stafford Cripps, Alfred Duff Cooper, George Hicks, George Courthope, Robert Bower, Alfred Edwards ed Henry Brooke. L'ultimo di questi, Brooke, terminò alle 21:14 e lasciò il posto ad A. V. Alexander che finì per il Labour e pose alcune domande a cui Churchill in qualità di Primo lord avrebbe potuto rispondere. Il suo punto finale, tuttavia, fu quello di criticare Chamberlain per il suo appello all'amicizia:
Jenkins descrive Alexander come qualcuno che cercava, nonostante fosse completamente diverso per carattere e personalità, di fare di se stesso un "mini-Churchill". In questa occasione, fece presente a Churchill alcune domande imbarazzanti sulla Norvegia ma, come con altri oratori prima di lui, lo fece con genuino rispetto in mezzo a severe critiche nei confronti di Chamberlain, Hoare, Simon e Stanley in particolare. Ci fu un certo imbarazzo per Churchill nel fatto che era tornato in ritardo alla Camera per il discorso di Alexander e Chamberlain dovette scusare la sua assenza. Arrivò giusto in tempo per le domande di Alexander sulla Norvegia.

### Churchill conclude per il governo

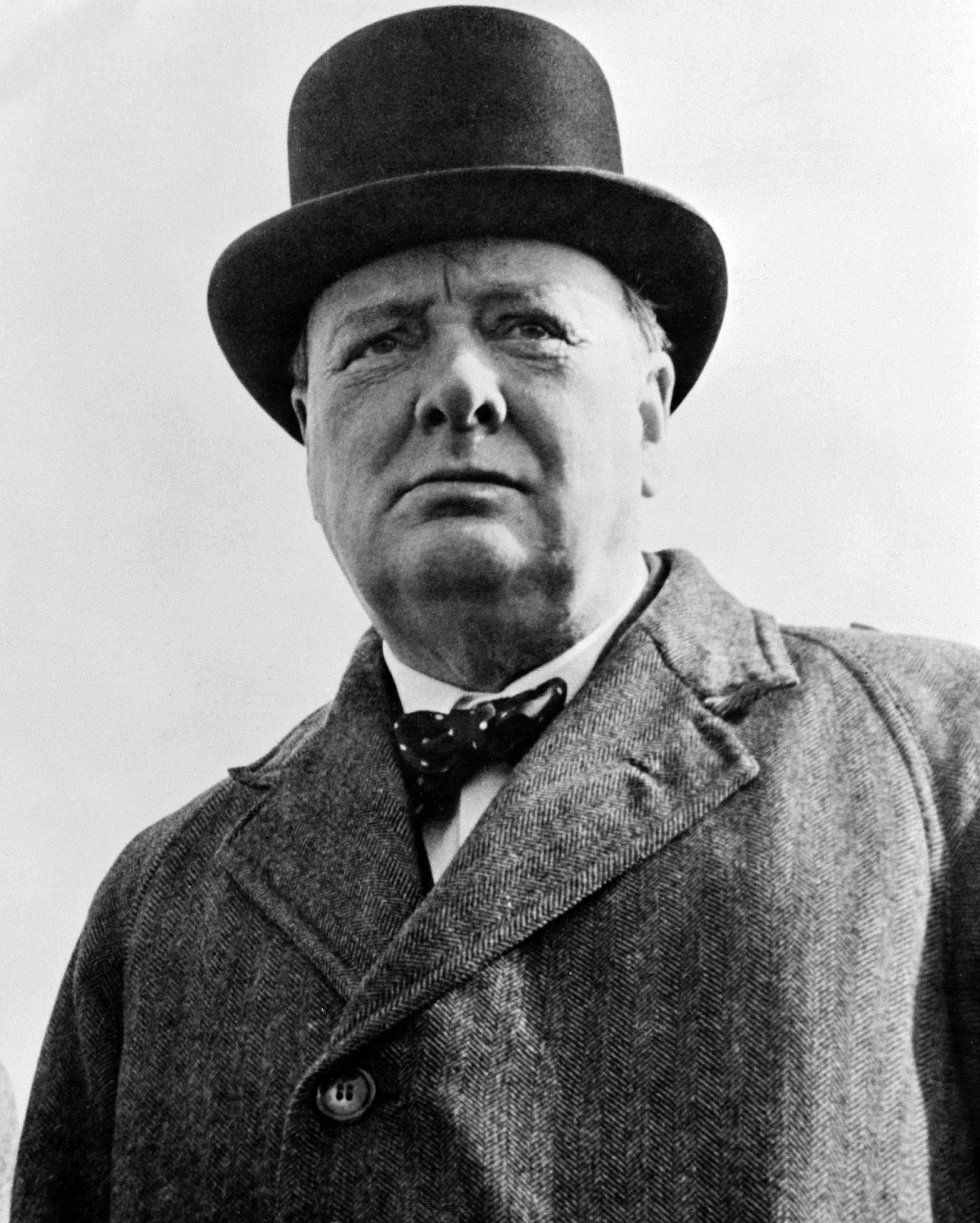
Winston Churchill.

Churchill venne chiamato a parlare alle 22:11, la prima volta in undici anni in cui concluse un dibattito a nome del governo. Molti onorevoli credevano che fosse il discorso più difficile della sua carriera, perché doveva difendere una sconfitta senza ledere il proprio prestigio. Era opinione diffusa che ci fosse riuscito perché, come lo descrisse Nicolson, non disse una parola contro il governo di Chamberlain e tuttavia, con i suoi modi e la sua abilità di oratore, creò l'impressione di non avere niente a che fare con loro.
La prima parte del discorso di Churchill riguardava, come aveva detto, la campagna di Norvegia. Nella seconda parte, riguardante il voto di censura che aveva definito una nuova questione sollevata in Aula alle cinque, disse che se ne sarebbe occupato a tempo debito.
Churchill continuò a difendere la condotta della campagna norvegese con una certa fermezza, anche se ci furono diverse omissioni come la sua insistenza affinché Narvik fosse bloccata con un campo minato. Spiegò che anche che l'uso riuscito della corazzata HMS Warspite a Narvik l'aveva messa a rischio da molti pericoli. Se fosse avvenuta l'operazione, ormai salutata come un esempio di ciò che avrebbe dovuto essere fatto altrove, sarebbe stata condannata come temeraria:
Per quanto riguardava la mancata azione a Trondheim, Churchill disse che non era dovuta ad un pericolo percepito, ma perché si riteneva non necessaria. Ricordò che la campagna continua nel nord della Norvegia, in particolare a Narvik, ma non si permise di fare previsioni al riguardo. Attaccò invece i critici del governo, deplorando quella che definì una cataratta di suggestioni indegne e vere e proprie falsità avvenuta negli ultimi giorni:
Churchill dovette quindi fare i conti con le interruzioni e con un intervento di Arthur Greenwood che voleva sapere se il governo di guerra avesse ritardato l'azione a Trondheim. Churchill lo negò e consigliò a Greenwood di respingere tali illusioni. Subito dopo, reagì ad un commento del deputato laburista Manny Shinwell:
Ciò produsse un tumulto generale guidato dal veterano laburista scozzese Neil Maclean, detto l'ubriaco, che chiese il ritiro della parola "skulks". Lo speaker non si pronunciò sulla questione e Churchill rifiutò con aria di sfida di ritirare il commento, aggiungendo che:
Dopo aver difeso a lungo la condotta delle operazioni navali nella campagna di Norvegia, Churchill ora disse poco sulla proposta di voto, a parte lamentarsi del breve preavviso:
Concluse dicendo:
Churchill si sedette ma il tumulto continuò con fischi da entrambi i lati della Camera e Chips Channon in seguito scrisse che era "come Bedlam". Il laburista Hugh Dalton scrisse che verso la fine del discorso si verificarono molti disordini, alcuni dei quali piuttosto stupidi.

## 8 maggio: Mozione e voto
Alle 23:00 lo speaker si alzò per porre la domanda "che quest'Aula si aggiorni adesso". Il dissenso fu minimo e lui annunciò la divisione, chiedendo che la Lobby fosse sgombrata. La divisione era in effetti una mozione di sfiducia o, come la definì Churchill nel suo discorso di chiusura, un voto di censura. Dei 615 parlamentari totali, venne stimato che più di 550 erano presenti quando venne convocata la divisione, ma solo 481 di essi votarono.
| Sì | 281 |
| No | 200 |

La maggioranza teorica del governo era di 213 parlamentari, ma 41 parlamentari che normalmente sostenevano il governo votarono con l'opposizione, mentre circa 60 altri conservatori si astennero deliberatamente. Il governo ottenne comunque la fiducia con un voto di 281 a 200, ma la maggioranza venne ridotta ad 81 parlamentari. Jenkins afferma che ciò sarebbe stato perfettamente sostenibile nella maggior parte delle circostanze, ma non quando la Gran Bretagna stava perdendo la guerra ed era chiaro che unità e leadership erano così evidentemente carenti. In queste circostanze, il capovolgimento fu devastante e Chamberlain lasciò l'aula pallido e cupo.
Tra i conservatori, Chips Channon e altri sostenitori di Chamberlain gridarono "Quislings" e "Rats" ai ribelli, che risposero con insulti di "Yes-men". Il laburista Josiah Wedgwood guidò il canto di "Rule Britannia", affiancato dal ribelle conservatore Harold Macmillan dei No; ciò diede il via alle grida di "Vai!" mentre Chamberlain lasciava la Camera. Amery, Keyes, Macmillan e Boothby erano tra i ribelli che votarono con i laburisti. Altri erano Nancy Astor, John Profumo, Quintin Hogg, Leslie Hore-Belisha e Edward Spears ma non alcuni dissidenti attesi come Duncan Sandys, che si astenne, e Brendan Bracken che, secondo le parole di Jenkins, "ha seguito l'esempio [di Churchill] piuttosto che il suo interesse e ha votato con il governo". Colville nel suo diario disse che il governo era "abbastanza soddisfatto", ma riconobbe che la ricostruzione del governo era necessaria. Egli scrisse che "lo shock che hanno ricevuto potrebbe essere salutare".

## 9–10 maggio: emerge un nuovo Primo Ministro

### 9 maggio: Chamberlain deve andarsene
Il dibattito continuò nel terzo giorno ma, poiché la divisione si tenne alla fine del secondo giorno, l'ultimo giorno era davvero una questione di conclusione. A partire dalle 15:18 ci furono solo quattro relatori e l'ultimo di loro fu Lloyd George, che parlò principalmente del suo periodo come primo ministro durante la prima guerra mondiale e alla Conferenza di pace di Parigi del 1919. Concluse accusando le democrazie di non aver mantenuto gli impegni allora assunti, con la conseguenza che in Germania era insorto il nazismo. Al termine, poco prima delle 16:00, venne sollevata la questione "che quest'Aula si aggiorni ora" ed essa accettò, concludendo così il dibattito sulla Norvegia.
Il giorno seguente, 9 maggio, Chamberlain tentò di formare un governo di coalizione nazionale. Nei colloqui a Downing Street con Edward Wood, I conte di Halifax e Churchill, indicò che era pronto a dimettersi se era necessario per far entrare i Laburisti in un governo del genere. Attlee e Arthur Greenwood poi si unirono all'incontro, e quando gli venne chiesto, indicarono che essi dovevano prima consultare il proprio partito (quindi nella conferenza a Bournemouth), ma era improbabile che avrebbero potuto servire in un governo guidato da Chamberlain; probabilmente sarebbero stati in grado di servire sotto un altro conservatore

### 9 maggio: Halifax non è un corridore
Dopo che Attlee e Greenwood se ne furono andati, Chamberlain chiese chi avrebbe dovuto raccomandare al Re come suo successore. La versione degli eventi data da Churchill è che la preferenza di Chamberlain per Halifax era ovvia (Churchill implica che il battibecco tra Churchill e le panche Laburiste la notte precedente avevano qualcosa a che fare con ciò); ci fu un lungo silenzio, che alla fine venne rotto da Halifax dicendo che non credeva di poter guidare il governo in modo efficace come membro della Camera dei Lord invece della Camera dei Comuni. La versione di Churchill dà la data sbagliata, e non menziona la presenza di David Margesson, Chief whip del governo.
Il racconto di Halifax omette la pausa drammatica e dà un ulteriore motivo: "Il PM disse che ero l'uomo citato come più accettabile. Dissi che sarebbe stata una posizione disperata. Se non ero a capo della guerra (operazioni) e se non avessi condotto la Camera, avrei dovuto essere una cifra. Ho pensato che Winston fosse una scelta migliore. Winston non esitò." Secondo Halifax, Margesson quindi confermò che la Camera dei Comuni era stata girata a Churchill.
In una lettera a Churchill scritta quella notte, Robert Boothby affermò che il parere del Parlamento si stava indurendo contro Halifax, sostenendo in un poscritto che secondo Clement Davies, "Attlee e Greenwood non sono in grado di distinguere tra il PM e Halifax e non sono pronti a servire sotto quest'ultimo."

### 10 maggio: Churchill diventa primo ministro
La mattina del 10 maggio, un venerdì, la Germania invase Olanda e Belgio. Chamberlain inizialmente ritenne che un cambio di governo in un momento simile sarebbe stato inopportuno, ma dopo essergli stata data conferma che il Labour non avrebbe servito sotto di lui, annunciò al governo di guerra la sua intenzione di dimettersi. Poco più di tre giorni dopo che aveva aperto il dibattito, Chamberlain poi andò a Buckingham Palace a dimettersi da primo ministro. (Nonostante le dimissioni come PM, continuò ad essere il leader del partito conservatore.) Spiegò al re perché Halifax (che, il re pensò, era il candidato ovvio) non voleva diventare primo ministro. Il re allora invitò Churchill e gli chiese di formare un nuovo governo; secondo Churchill, non vi era alcuna clausola che dovesse essere un governo di coalizione.
Alle 21.00 del 10 maggio, Chamberlain annunciò il cambiamento del primo ministro sulla BBC. Il primo atto di Churchill come primo ministro fu quello di chiedere ad Attlee di venire all'Ammiragliato per vederlo. Il successivo, scrisse a Chamberlain per ringraziarlo per il suo sostegno promesso. Cominciò poi a costruire il suo governo di coalizione: prima di andare a letto alle 3 del mattino dell'11 maggio, sei ore dopo l'annuncio originale di Chamberlain, Churchill aveva stabilito la composizione del nuovo governo di guerra, tra cui i capi dei ministeri di servizio.

## 13 maggio: il governo di coalizione viene convalidato
Entro il 13 maggio, la maggior parte dei posti governativi di alto livello erano stati riempiti. Quel giorno era lunedi di Pentecoste e quindi normalmente una Bank holiday. Tuttavia, la Bank holiday venne annullata dal governo in entrata e Churchill parlò ad una seduta appositamente convocata della Camera dei Comuni. Parlando con loro per la prima volta come primo ministro, iniziò:
Continuò a fare uno dei suoi discorsi più famosi ("Non ho nulla da offrire se non sangue, fatica, lacrime e sudore"), che comprende una breve descrizione di come era stato formato il Governo.

### Lees-Smith: "Abbiamo avuto l'unità attraverso la discussione, la persuasione, la buona volontà e il buon senso"
Il discorso in risposta fatto da Hastings Lees-Smith annunciò che il Labour avrebbe votato a favore della mozione, richiamò il comfort non solo dalla formazione della nuova coalizione di tutti i partiti, ma anche dal processo attraverso il quale si era formato e la facilità con cui la nazione aveva cambiato cavalli a metà del guado.
Questo è ciò che si intende con la guerra per la libertà. Abbiamo avuto l'unità attraverso la discussione, la persuasione, la buona volontà e il buon senso, invece dell'unità da parte del campo di concentramento, del manganello di gomma e del blocco del boia.[...] [S]e Hitler immaginasse per un momento che il dibattito e la divisione dell'ultima settimana non abbia mostrato alcun segno di mancanza di unità, fategli contemplare quanto è successo in questi ultimi giorni. Non riesco a immaginare che in ogni momento della nostra vita ognuno di noi abbia mai sperimentato o attraversato giorni più drammatici di quelli della Camera aggiornata. In quel tempo il momento tremendo della guerra è arrivato. La prima lotta per la morte è iniziata. Mentre ciò è in corso abbiamo stabilito un nuovo governo di guerra, e, come ha detto il Primo Ministro, con i nuovi ministri della Difesa tutti ai loro posti, tra mercoledì e sabato sera, entro tre giorni. Non credo che ci sia qualsiasi altra forma di governo che possa aver veicolato attraverso un così grande cambiamento senza intoppi e in così breve spazio di tempo. Mi convince che la nostra forma di governo parlamentare sia la più civile in pace e sia l'arma più formidabile di controllo in guerra.
C'è un'altra riflessione che vorrei fare. Per molti anni sono stato costretto a leggere Hitler deridere e disprezzare il nostro governo parlamentare come decadente. Ora siamo in grado di dargli la risposta. Il sistema nazista è in vigore da circa sette anni, e quando, come il nostro sistema parlamentare, avrà resistito alle tempeste per circa 700 anni, potremmo cominciare a discutere che, quando arriverà la grande prova, avrà la capacità di resistenza più grande.»

### Voto
| Si | 381 |
| No | 0   |

Così, la coalizione di guerra venne approvata all'unanimità dalla Camera, salvo due astenuti.

## Posto nella cultura parlamentare
Il dibattito norvegese è considerato un momento culminante nella storia parlamentare britannica, poiché si è verificato in un momento in cui la Gran Bretagna si trovava ad affrontare il pericolo più grave. L'ex primo ministro, David Lloyd George, affermò che il dibattito era stato il più importante nella storia del Parlamento. Il futuro primo ministro, Harold Macmillan, credeva che il dibattito avesse cambiato la storia britannica, forse la storia mondiale.
Nella sua biografia di Churchill, Roy Jenkins descrive il dibattito come "con una mente lucida il più drammatico e il più ampio nelle sue conseguenze di qualsiasi dibattito parlamentare del XX secolo". Lo confronta con "i suoi rivali del XIX secolo" (ad esempio, il dibattito Don Pacifico del 1850) e conclude che "ancor più seguirono dal dibattito del 1940" trasformando la storia dei successivi cinque anni.
Andrew Marr ha scritto che il dibattito è stato "uno dei più grandi momenti parlamentari di sempre e poco era inevitabile". I cospiratori contro Chamberlain riuscirono nonostante fossero privati del loro leader naturale, poiché Churchill era nel governo ed era obbligato a difenderlo. Marr nota l'ironia delle parole conclusive di Amery, originariamente rivolte "contro" il Parlamento da Cromwell, che parlava "a favore" della dittatura militare.
Quando venne chiesto di scegliere il discorso più storico e memorabile per un volume che commemorava il centenario dell'Hansard come rapporto ufficiale della Camera dei Comuni, l'ex presidente Betty Boothroyd scelse il discorso di Amery nel dibattito: "Amery, elevando il patriottismo al di sopra del partito, ha mostrato il potere del parlamentare di secondo piano di contribuire a cambiare il corso della storia".